# Аверкамп, Хендрик
Хе́ндрик А́веркамп (нидерл. Hendrick Avercamp, прозвище Немой из Кампена, De Stomme van Kampen; 1585, Амстердам — 1634, Кампен) — нидерландский живописец, мастер зимнего пейзажа.

## Биография
Хендрик Аверкамп родился в Амстердаме в 1585 году, в доме рядом с Ньиве Керк, и был крещён 27 января в Ауде Керк. Был глухонемым от рождения, за что получил прозвище «Немой из Кампена».
В 1586 году семья переехала в Кампен, где отец Хендрика получил должность городского аптекаря. Однако для изучения живописи Хендрик впоследствии вернулся в Амстердам. Там он учился у художника-портретиста Питера Исаака, но после увлёкся пейзажем. Его живописная манера сформировалась под влиянием таких художников, как Гиллис ван Конингсло и Давид Винкбонс.
В 1613 году Аверкамп вернулся в Кампен, где и проживал до самой смерти в 1634 году. У него было несколько учеников, но собственной школы он не создал.

## Творчество
Хендрик Аверкамп считается одним из основателей национальной нидерландской школы живописи. Он создал новый тип жанрово-пейзажной картины, рисуя в основном небольшие зимние пейзажи в светлой серебристой гамме с пёстрыми фигурками конькобежцев. Аверкамп тонко передавал глубину пространства, атмосферную дымку, создаваемую влажным морозным воздухом («Катание на коньках», Государственный музей изобразительных искусств имени А. С. Пушкина, Москва; «Развлечения на льду», Маурицхёйс, Гаага). Исключительная тщательность в передаче мелких деталей и реалистичность изображения повседневной жизни голландцев обеспечили картинам Аверкампа успех у современников. Немалое количество работ художника сохранилось до наших дней, но почти все они повторяют один и тот же сюжет.

## Галерея

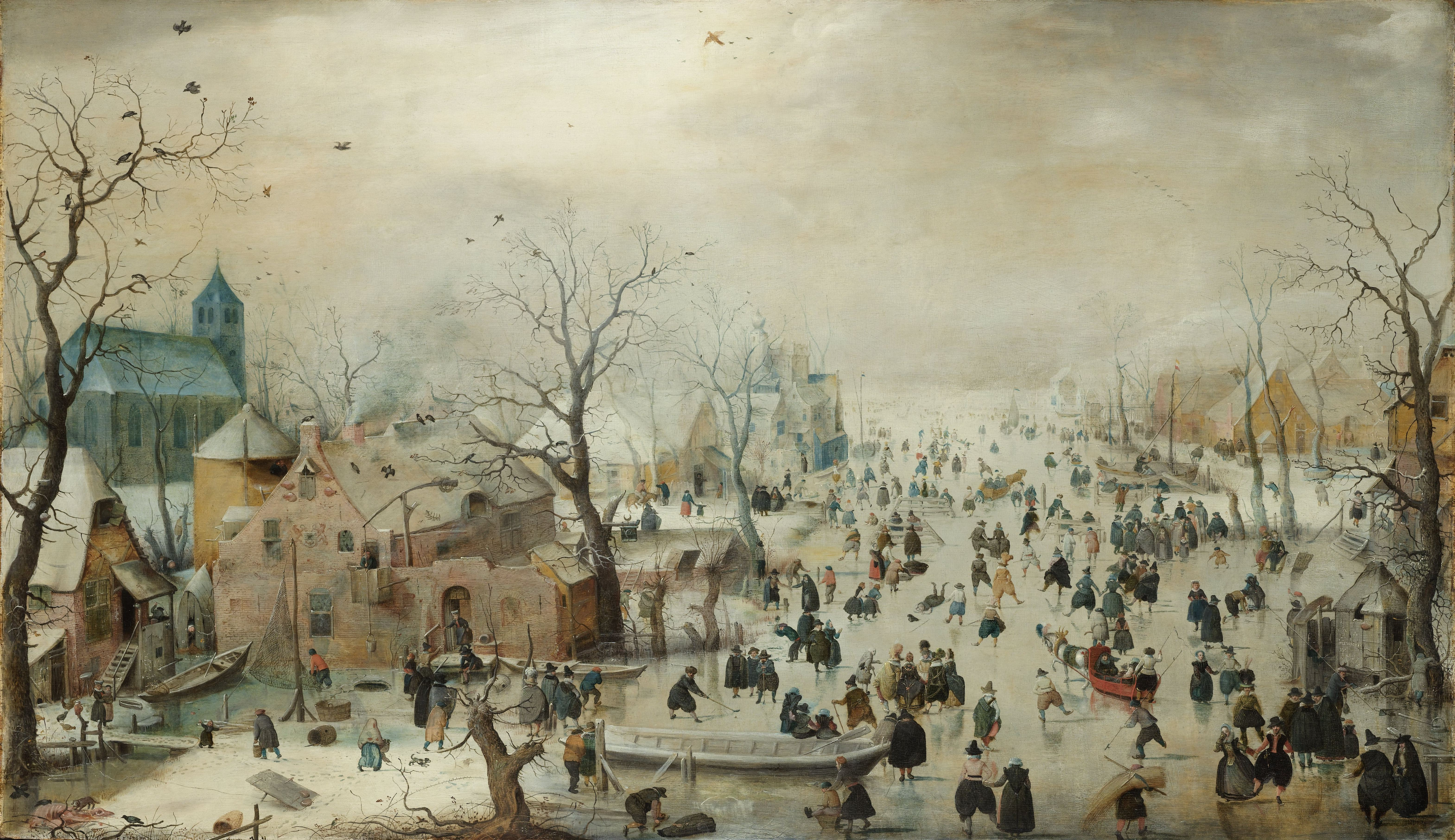
Зимний пейзаж с конькобежцами
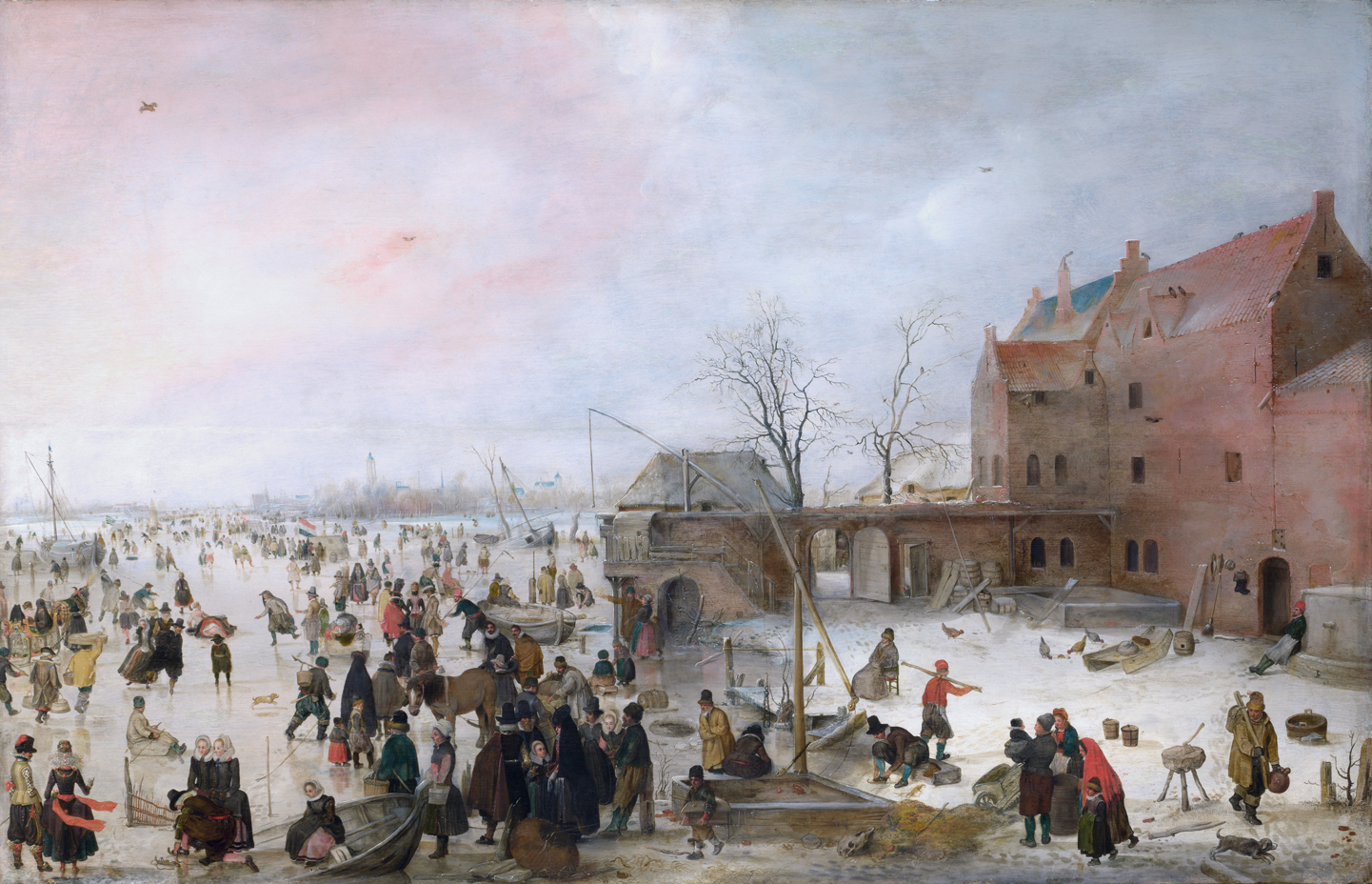
Сцена на льду у башни. 1610
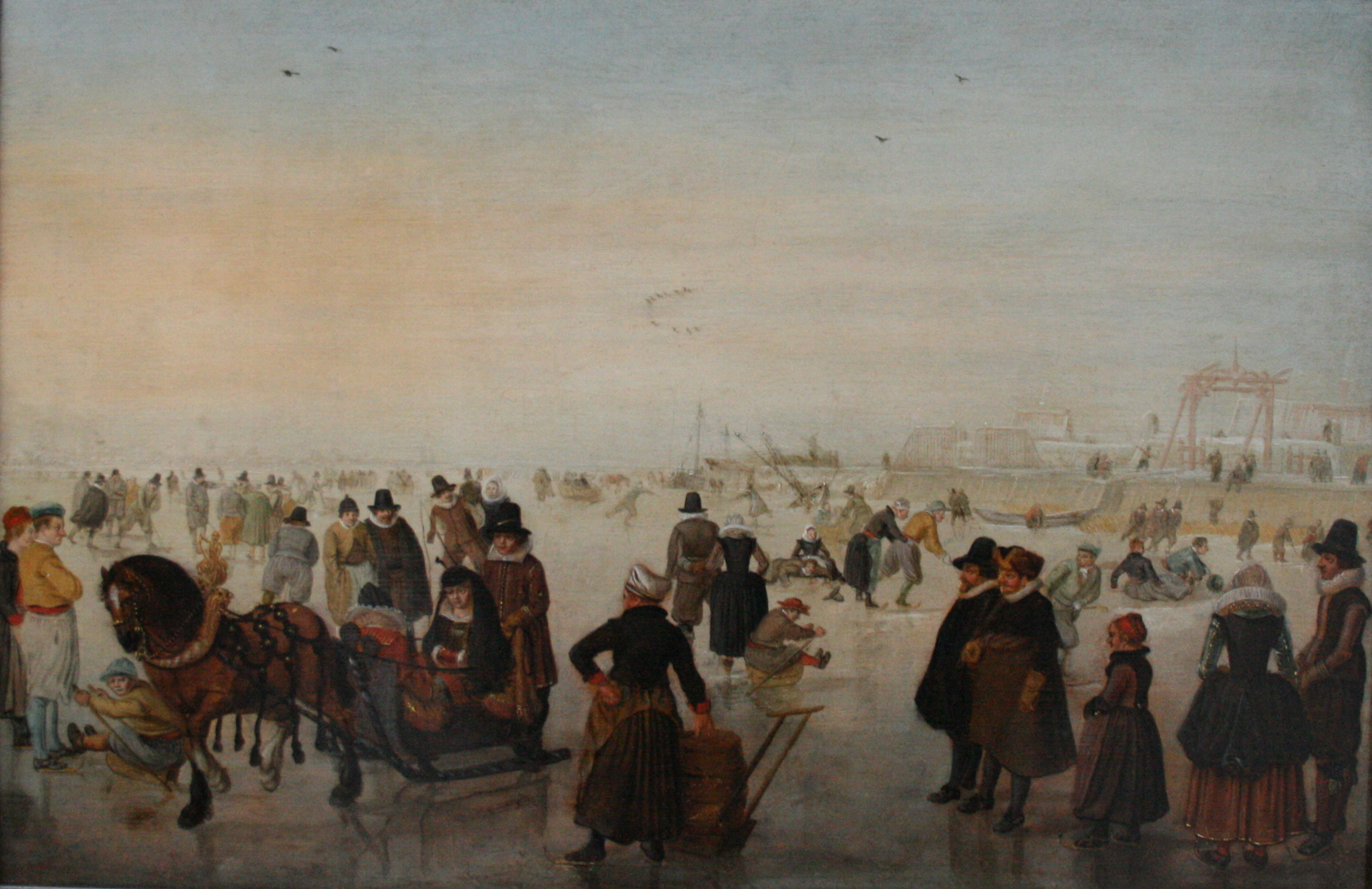
Сцена на льду